# Seznam účtových skupin účtové osnovy pro podnikatele
Níže je uveden seznam účtových skupin směrné účtové osnovy pro podnikatele tak, jak je uveden v příloze č. 4 vyhlášky č. 500/2002 Sb., kterou se provádí některá ustanovení zákona o účetnictví. Účtové skupiny jsou rozděleny do deseti účtových tříd (0 - 9).
Účtová třída 0 - Dlouhodobý majetek
- 01 - Dlouhodobý nehmotný majetek
- 02 - Dlouhodobý hmotný majetek odpisovaný
- 03 - Dlouhodobý hmotný majetek neodpisovaný
- 04 - Nedokončený dlouhodobý nehmotný a hmotný majetek a pořizovaný dlouhodobý finanční majetek
- 05 - Poskytnuté zálohy na dlouhodobý majetek
- 06 - Dlouhodobý finanční majetek
- 07 - Oprávky k dlouhodobému nehmotnému majetku
- 08 - Oprávky k dlouhodobému hmotnému majetku
- 09 - Opravné položky k dlouhodobému majetku

Účtová třída 1 - Zásoby 
- 11 - Materiál
- 12 - Zásoby vlastní výroby
- 13 - Zboží
- 15 - Poskytnuté zálohy na zásoby
- 19 - Opravné položky k zásobám

Účtová třída 2 - Krátkodobý finanční majetek a krátkodobé bankovní úvěry 
- 21 - Peníze
- 22 - Účty v bankách
- 23 - Krátkodobé bankovní úvěry
- 24 - Krátkodobé finanční výpomoci
- 25 - Krátkodobé cenné papíry a podíly a pořizovaný krátkodobý finanční majetek
- 26 - Převody mezi finančními účty
- 29 - Opravné položky ke krátkodobému finančnímu majetku

Účtová třída 3 - Zúčtovací vztahy 
- 31 - Pohledávky (krátkodobé i dlouhodobé)
- 32 - Závazky (krátkodobé)
- 33 - Zúčtování se zaměstnanci a institucemi
- 34 - Zúčtování daní a dotací
- 35 - Pohledávky za společníky, za účastníky sdružení a za členy družstva
- 36 - Závazky ke společníkům, k účastníkům sdružení a ke členům družstva
- 37 - Jiné pohledávky a závazky
- 38 - Přechodné účty aktiv a pasiv
- 39 - Opravná položka k zúčtovacím vztahům a vnitřní zúčtování

Účtová třída 4 - Kapitálové účty a dlouhodobé závazky 
- 41 - Základní kapitál a kapitálové fondy
- 42 - Rezervní fondy, nedělitelný fond a ostatní fondy ze zisku a převedené výsledky hospodaření
- 43 - Výsledek hospodaření
- 45 - Rezervy
- 46 - Dlouhodobé bankovní úvěry
- 47 - Dlouhodobé závazky
- 48 - Odložený daňový závazek a pohledávka
- 49 - Individuální podnikatel

Účtová třída 5 - Náklady 
- 50 - Spotřebované nákupy
- 51 - Služby
- 52 - Osobní náklady
- 53 - Daně a poplatky
- 54 - Jiné provozní náklady
- 55 - Odpisy, rezervy, komplexní náklady příštích období a opravné položky provozních nákladů
- 56 - Finanční náklady
- 57 - Rezervy a opravné položky finančních nákladů
- 58 - Mimořádné náklady
- 59 - Daně z příjmů, převodové účty a rezerva na daň z příjmů

Účtová třída 6 - Výnosy 
- 60 - Tržby za vlastní výkony a zboží
- 61 - Změny stavu zásob vlastní činnosti
- 62 - Aktivace
- 64 - Jiné provozní výnosy
- 66 - Finanční výnosy
- 68 - Mimořádné výnosy
- 69 - Převodové účty

Účtová třída 7 - Závěrkové a podrozvahové účty 
- 70 - Účty rozvažné
- 71 - Účet zisků a ztrát
- 75 až 79 - Podrozvahové účty

Účtové třídy 8 a 9 - Vnitropodnikové účetnictví